# Néron
Néron – miejscowość i gmina we Francji, w Regionie Centralnym, w departamencie Eure-et-Loir.
Według danych na rok 1990 gminę zamieszkiwało 616 osób, a gęstość zaludnienia wynosiła 32 osoby/km² (wśród 1842 gmin Centre, Néron plasuje się na 595. miejscu pod względem liczby ludności, natomiast pod względem powierzchni na miejscu 685.).